# Jay Gupta
Jay Gupta (Pune, 27 settembre 2001) è un calciatore indiano, difensore dell'East Bengal.

## Carriera

### Cub
Si trasferisce in Portogallo nel 2019, dove entra nel settore giovanile del GDS Cascais. Nel 2021 passa all'Estoril B, nella AF Lisboa 2ª Divisão. Dopo aver trascorso due stagioni all'Estoril B, ha firmato con il club spagnolo della Tercera Federación Ebre Escola Esportiva nel 2023 ed è apparso nelle partite della Segona Catalana.

### Nazionale
Nel 2024 ha esordito nella nazionale indiana.

## Statistiche

### Presenze e reti nei club
| Stagione               | Club                   | Campionato             | Campionato | Campionato | Coppe nazionali | Coppe nazionali | Coppe nazionali | Coppe continentali | Coppe continentali | Coppe continentali | Supercoppe | Supercoppe | Supercoppe | Totale | Totale |
| Stagione               | Club                   | Comp                   | Pres       | Reti       | Comp            | Pres            | Reti            | Comp               | Pres               | Reti               | Comp       | Pres       | Reti       | Pres   | Reti   |
| ---------------------- | ---------------------- | ---------------------- | ---------- | ---------- | --------------- | --------------- | --------------- | ------------------ | ------------------ | ------------------ | ---------- | ---------- | ---------- | ------ | ------ |
| 2020-2021              | Estoril Praia B        | AFL2                   | 15         | 1          | -               | -               | -               | -                  | -                  | -                  | TH         | 1          | 0          | 16     | 1      |
| 2021-2022              | Estoril Praia B        | AFL3                   | 15         | 1          | -               | -               | -               | -                  | -                  | -                  | -          | -          | -          | 15     | 1      |
| 2022-feb.2023          | Estoril Praia B        | AFL2                   | 4          | 1          | -               | -               | -               | -                  | -                  | -                  | -          | -          | -          | 4      | 1      |
| Totale Estoril Praia B | Totale Estoril Praia B | Totale Estoril Praia B | 34         | 3          |                 | -               | -               |                    | -                  | -                  |            | 1          | 0          | 35     | 3      |
| feb.-ago. 2023         | Ebre Escola Esportiva  | TF+SC                  | 4+2        | 0          | -               | -               | -               | -                  | -                  | -                  | -          | -          | -          | 6      | 0      |
| 2023-2024              | Goa                    | ISL                    | 22+3       | 2          | SC              | 3               | 0               | -                  | -                  | -                  | DC         | 3          | 0          | 31     | 2      |
| 2024-2025              | Goa                    | ISL                    | 16+1       | 0          | SC              | 4               | 0               | -                  | -                  | -                  | DC         | -          | -          | 21     | 0      |
| Totale Goa             | Totale Goa             | Totale Goa             | 42         | 2          |                 | 7               | 0               |                    | -                  | -                  |            | 3          | 0          | 52     | 2      |
| Totale Carriera        | Totale Carriera        | Totale Carriera        | 82         | 5          |                 | 7               | 0               |                    | -                  | -                  |            | 4          | 0          | 93     | 5      |

### Cronologia presenze e reti in nazionale
| Cronologia completa delle presenze e delle reti in nazionale ― India | Cronologia completa delle presenze e delle reti in nazionale ― India | Cronologia completa delle presenze e delle reti in nazionale ― India | Cronologia completa delle presenze e delle reti in nazionale ― India | Cronologia completa delle presenze e delle reti in nazionale ― India | Cronologia completa delle presenze e delle reti in nazionale ― India | Cronologia completa delle presenze e delle reti in nazionale ― India | Cronologia completa delle presenze e delle reti in nazionale ― India |
| Data                                                                 | Città                                                                | In casa                                                              | Risultato                                                            | Ospiti                                                               | Competizione                                                         | Reti                                                                 | Note                                                                 |
| -------------------------------------------------------------------- | -------------------------------------------------------------------- | -------------------------------------------------------------------- | -------------------------------------------------------------------- | -------------------------------------------------------------------- | -------------------------------------------------------------------- | -------------------------------------------------------------------- | -------------------------------------------------------------------- |
| 6-6-2024                                                             | Calcutta                                                             | India                                                                | 0 – 0                                                                | Kuwait                                                               | Qual. Mondiali 2026                                                  | -                                                                    | 83’                                                                  |
| 11-6-2024                                                            | Al Rayyan                                                            | Qatar                                                                | 2 – 1                                                                | India                                                                | Qual. Mondiali 2026                                                  | -                                                                    | 87’                                                                  |
| 3-9-2024                                                             | Hyderabad                                                            | India                                                                | 0 – 0                                                                | Mauritius                                                            | Coppa Intercontinentale 2024 - 1º turno                              | -                                                                    | 72’                                                                  |
| Totale                                                               |                                                                      | Presenze                                                             | 3                                                                    |                                                                      | Reti                                                                 | 0                                                                    |                                                                      |

## Palmarès

### Club
- Bandodkar Trophy: 1

Goa: 2024
- Super Cup: 1

Goa: 2025